# ヘディ・スコット
ヘディ・スコット（Hedy Scott、1946年1月24日 - ）は、ベルギー系アメリカ人のモデル・女優。ベルギー・ワロン地域ブラバン・ワロン州ジョドワーニュにスコットランド系の家庭に生まれ、その後アメリカ国民となった。
スコットは米PLAYBOY誌・1965年6月号のプレイメイトになった。彼女の中央見開き折込ページ（センターフォールド）は、ロン・ヴォーゲル (Ron Vogel) によって撮影された。スコットは短期間女優として活動した。1966年の映画『火の玉レーサー (Fireball 500)』と、テレビシリーズ『モンスター・ファミリー (Munsters)』の1966年4月14日放送のエピソードに出演した。